# Pailonahaj
Pailonahaj (Centroscymnus coelolepis) är en haj som tillhör familjen sömnhajar. 

## Utseende
Pailonahajen har en förhållandevis kraftig kropp för att vara en pigghaj, med en kort, trubbig nos och korta gälbågar. Färgen är enfärgat brunsvart; ungfiskar är dock mer blåaktigt svarta än bruna. Huden är försedd med stora, men inte speciellt vassa hudtänder. De två ryggfenorna är små. Som de flesta pigghajar har den en tagg främst i varje ryggfena, men taggarna är mycket små och till största delen dolda av hud. Tänderna är olika i över- och underkäke; de övre tänderna är smala och spetsiga, medan de undre är breda, utan spets men med en skärande kant. Hanar betraktas som vuxna vid en längd av 80 cm, honor vid 100 cm. Maxlängden ligger vid 120 cm.

## Vanor
Arten lever längs kontinentalsockelns sluttningar och vid havsbottnen på ett djup mellan 130 och 3 700 m, vanligtvis under 400 m. Födan består av andra hajar, benfiskar, ryggradslösa djur (som snäckor), as (sälar och valar samt bläckfiskar. Den kan även bita mindre köttstycken ur större, levande byten på samma sätt som cigarrhajen.

### Fortplantning
Pailonahajen är levandeförare, och honan föder mellan 13 och 17 ungar med en längd av 27 – 30 cm. Under utvecklingen får fostren näring från sin gulesäck; ingen näring erhålles alltså via honan. Honorna blir könsmogna vid en längd mellan 90 och 100 cm, hanarna vid 70 till 75 cm längd.

## Utbredning
I östra Atlanten finns arten från Island, längs västra Brittiska öarna, Frankrike och Iberiska halvön till norra Västafrika och återigen längs Sydafrikas kust. Den går även in i västra Medelhavet. I västra Atlanten finns den från Newfoundland i Kanada till Delaware i USA. Den finns även i västra Stilla havet runt Japan, Nya Zeeland och Australien samt i västra Indiska oceanen vid Seychellerna.

## Kommersiell användning
Ett visst fiske bedrivs, främst på grund av den oljerika levern, men även för mänsklig konsumtion och som industrifisk. IUCN har klassificerat den som nära hotad ("NT"), framför allt på grund av dess långsamma tillväxt.